# Eduards Tralmaks
Eduards Tralmaks (* 17. února 1997, Riga, Lotyšsko) je lotyšský hokejový útočník, od března 2025 hráč klubu Detroit Red Wings. 

## Kariéra
Je odchovance lotyšského klubu HS Riga. Do sezóny 2023/2024 nastupoval v nižších zámořských soutěžích a od následující sezóny nastupoval za kladenský klub Rytíři Kladno.V sezóně 2024/2025 se stal nejproduktivnějším hráčem TELH. V následující sezóně měl hrát za HC Karlovy Vary, ale 21. března 2025 podepsal smlouvu s Detroit Red Wings.

## Osobní život
Jeho mladší bratr Ricards Tralmaks je rovněž hokejista.